# 1887 en Italie
Chronologie de l'Italie
- 1883
- 1884
- 1885
- 1886
- 1887
- 1888
- 1889
- 1890
- 1891

## Événements
- 25-26 janvier : une colonne militaire italienne partie des colonies de la mer Rouge s’aventure en Éthiopie pour porter secours aux assiégés de la ville de Saati. Ras Alula, chef de l’Asmara, repoussé une première fois à Saati, défait les Italiens le lendemain à la bataille de Dogali, qui perdent 430 hommes[1].
- 12 février : accords méditerranéens conclus pour résister aux desseins des Russes et des Français en Méditerranée et dans les Détroits entre l’Italie et le Royaume-Uni, rejoints par l’Autriche-Hongrie le 24 mars et l’Espagne (convention du 4 mai avec l’Italie)[2]. Ils aboutissent le 12 décembre à une entente signée à Constantinople entre Londres, Vienne et Rome[3].
- 20 février : renouvellement de la Triplice. L’Italie entre dans l’alliance austro-germano-roumaine. L’Allemagne accepte de soutenir l’Italie en cas d’occupation par la France de la Tripolitaine ou du Maroc[4].

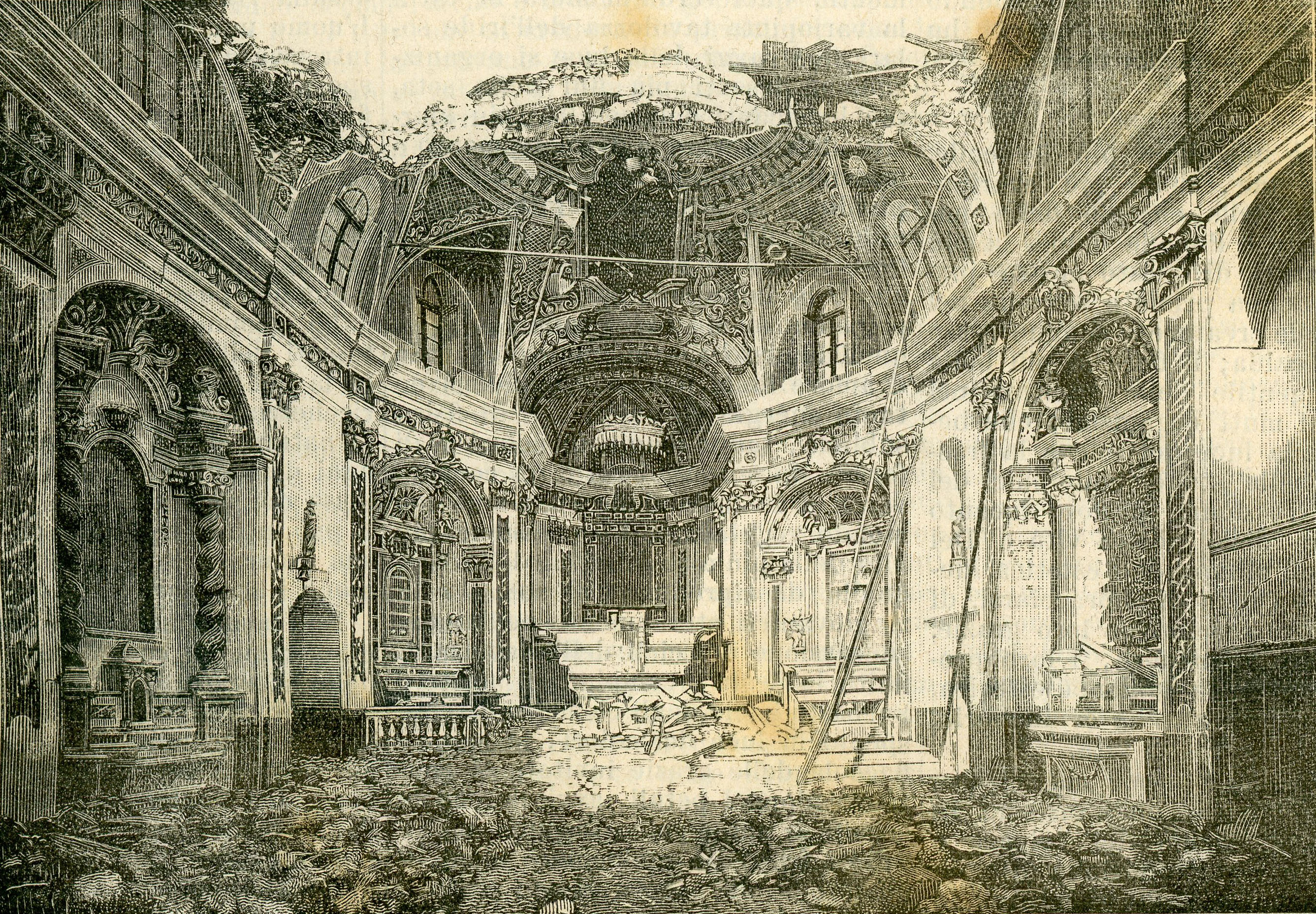
L'église de Bajardo frappée par le tremblement de terre en Ligurie.

- 23 février : tremblement de terre des Alpes ligures[5].
- 4 avril : Depretis, secoué par l’échec de Dogali, doit procéder à un vaste remaniement ministériel[6]. Après avoir accepté la démission du ministre des Affaires étrangères et du ministre de la Guerre, il appelle au gouvernement Francesco Crispi, leader de la gauche antigouvernementale.

- 14 juillet : tarif protectionniste rigoureux établi en Italie pour tenter de soutenir l’industrie naissante, applicable au 1er janvier 1888. Il marque le début d’une guerre tarifaire avec la France qui aboutît à la crise des années 1888-1894[7].
- 29 juillet : la mort de Depretis sonne la fin d’une stratégie parlementaire qui avait vu la gauche tenter de se rapprocher de la droite dans le cadre de cabinets de coalition. Le président du Conseil Francesco Crispi, ancien républicain, exerce le pouvoir de manière quasi-dictatoriale jusqu’en 1896. Il garde les ministères de la Guerre et des Affaires étrangères[8],[9].
- 1er octobre : le président du Conseil italien Francesco Crispi rend visite à Bismarck dans sa propriété de Friedrichsruh[8].

- 215 665 Italiens quittent le pays[10].

## Culture

### Opéras créés en 1887
- 5 février : création d'Otello, opéra en quatre actes de Giuseppe Verdi, sur un livret de Arrigo Boito d'après Othello ou le Maure de Venise de William Shakespeare, au Teatro alla Scala de Milan

## Naissances en 1887
- 6 janvier : Pippo Rizzo, peintre du mouvement futuriste. († 4 mars 1964.)

## Décès en 1887
- 14 février : Giacomo Cattani, 64 ans, archevêque de Ravenne, cardinal créé par le pape Léon XIII, nonce apostolique en Belgique (en) et en Espagne et secrétaire de la Congrégation du Concile de 1875 à 1879. (° 23 janvier 1823)
- février : Ludovico Jacobini, 55 ans, cardinal créé par le pape Léon XIII, nonce apostolique en Autriche (en), puis cardinal secrétaire d'État à partir de 1880. (° 6 janvier 1832)
- 23 mai : Gaetano Fraschini, 71 ans, chanteur lyrique (ténor). (° 16 février 1816)
- 12 juin : Giacomo Favretto, 37 ans, dessinateur et peintre. († 11 août 1849).
- 18 octobre : Matteo Salvi, 70 ans, compositeur et metteur en scène. (° 24 novembre 1816)